# Poznan (imię)
Poznan – słowiańskie; zarówno czeskie (a raczej słowackie; ród Poznanów z okolic Nitry notowany tam w drugiej połowie XIII wieku), jak i staropolskie imię męskie, jednoczłonowe. Model antroponimiczny Pozn-an (imiesłowowy) od poznać, archetypiczny, dosyć popularny w średniowieczu np. Stojan od staropolskiego stojać, Kochan od kochać itd.
Imię to notowane w Polsce od 1189 r. w postaci patronimiku Poznanowic (czyli syn Poznana), w 1220 r. już Poznan.